# Wolfgang J. Müller

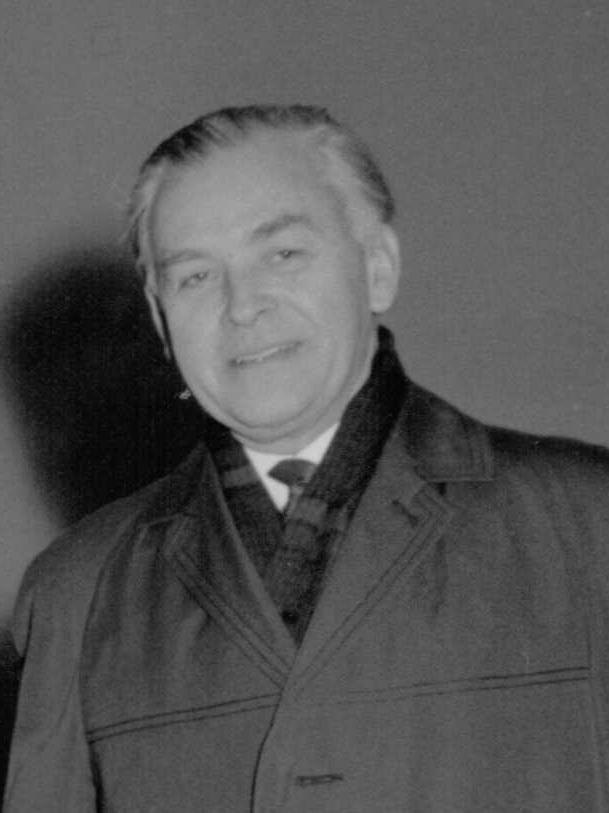
Wolfgang J. Müller (Anfang der 1960er Jahre)

Wolfgang John Müller (* 20. November 1913 in Rostock; † 7. Juni 1992 in Kiel) war ein deutscher Kunsthistoriker.

## Leben
Wolfgang John ([joːn] wie in John Brinckman) Müllers Vater war ein Rostocker Kaufmann und Mitinhaber einer Reederei. Er studierte ab 1932 an der Universität Rostock sowie an der Universität München bei Wilhelm Pinder Kunstgeschichte. Er schloss seine Dissertation über Mittelalterliche Backsteinornamentik in Mecklenburg (1200–1300) bei Richard Sedlmaier im Juli 1939 ab; die Promotion zum Dr. phil. wurde jedoch erst nach Kriegsdienst und Rückkehr aus der Kriegsgefangenschaft im Juli 1948 vollzogen. Inzwischen war Müller seinem Lehrer Sedlmaier nach Kiel gefolgt und erwarb sich große Verdienst beim Wiederaufbau des Kunsthistorischen Instituts und der Kunsthalle zu Kiel. 1950 mit einer Arbeit über die Die Anfänge des Stillebens: Georg Flegel bei Richard Sedlmaier habilitiert, blieb er in Kiel, zunächst weiterhin auf einer Assistenzstelle, ab 1962 als Wissenschaftlicher Rat und Professor.
Müller hat Generationen von Studierenden in Kiel geprägt, nicht nur in seinem Fach, sondern auch als Vertrauensdozent der Studienstiftung des Deutschen Volkes.
Neben Studien zur regionalen Kunstgeschichte galt sein besonderes Interesse der Graphik und der Emblematik. In beiden Bereichen legte er eine bedeutende Sammlung an; die Emblembücher erwarb nach seinem Tod die Kieler Universitätsbibliothek.

## Veröffentlichungen
- Mittelalterliche Backsteinornamentik in Mecklenburg (1200–1300). Rostock, Philosophische Fakultät, Dissertation vom 10. Juli 1948
- Rezension: Ingvar Bergström, Studier i Holländsk Stillebenmaleri under 1600-Tallet. Göteborg 1947. In: Kunstchronik 2, 1949, S. 106–109.
- Die Anfänge des Stillebens: Georg Flegel (1566–1638). Universität Kiel, Habilitations-Schrift 1950
- Schloß Glücksburg (Große Baudenkmäler, Heft 145), München/Berlin 1955
- Der Triumph des Manierismus. Ausstellung im Rijksmuseum Amsterdam. In: Kunstchronik 8, 1955, S. 339–342.
- Der Maler Georg Flegel und die Anfänge des Stillebens (= Schriften des Historischen Museums Frankfurt a. M. 8), Frankfurt a. M. 1956.
- Matthäus Wallbaum (1554–1632), ein Kieler Goldschmied in Augsburg, In: Kunst in Schleswig-Holstein 9, 1959, S. 128–140.
- Kunsthandwerk in Schleswig-Holstein. Heide in Holstein: Westholstein. Verl.-Anst. Boyens 1960
- Georg Flegel. In: Neue Deutsche Biographie 5, 1961, S. 230.
- Zeichnungen von Melchior Lorck. Ausstellung der Kupferstichsammlung Kopenhagen, In: Kunstchronik 16, 1963, S. 33–38.
- Italienische Stillebenmalerei. Zu den Ausstellungen in Neapel, Zürich und Rotterdam, In: Kunstchronik 18, 1965, S. 113–118.
- Neuentdeckungen zum Werk des Georg Flegel. In: Pantheon 26, 1968, S. 122–129.
- Rembrandts früheste Darstellung des Emmauswunders, In: Nederlands Kunsthistorisch Jaarboek 23, 1973 (= Festschrift für Horst Gerson), S. 113–120.
- „Tot Lering en Vermaak“, Bedeutungen holländischer Genredarstellungen aus dem 17. Jahrhundert. Ausstellung des Rijksmuseums Amsterdam 1976, In: Kunstchronik 30, 1977, S. 162–167.
- mit Konrad Renger und Rüdiger Klessmann: Die Sprache der Bilder. Realität und Bedeutung in der niederländischen Malerei des 17. Jahrhunderts, Ausstellungskatalog des Herzog Anton Ulrich-Museums in Braunschweig, Braunschweig 1978.
- Niederländische Landschaftsgraphik des 16. und 17. Jahrhunderts. Ausstellungskatalog des Kulturhistorischen Museums zu Bielefeld, Bielefeld 1979.
- Schleswig-holsteinische Fayencen des 18. Jahrhunderts. 2., überarbeitete Auflage, Boyens, Heide in Holstein 1980.
- Niederländische Stilleben von Brueghel bis van Gogh, Ausstellung in Amsterdam und Braunschweig 1983. In: Kunstchronik 36, 1983, S. 353–357.
- (mit Dieter Lohmeier): Emkendorf und Knoop: Kultur und Kunst in schleswig-holsteinischen Herrenhäusern um 1800 (= Kleine Schleswig-Holstein-Bücher Bd. 35). Westholsteinische Verlagsanstalt Boyens, Heide in Holstein 1984, ISBN 3-8042-0298-5.